# Karl Friedrich (Schauspieler)
Karl Friedrich (* 7. Mai 1929 in Graz; † 2. Februar 2021 in München) war ein österreichischer Schauspieler und Theaterregisseur.

## Leben
Karl Friedrich besuchte das Realgymnasium und die Schauspielschule seiner Heimatstadt Graz. Von 1950 bis 1957 war er Ensemblemitglied der Vereinigten Bühnen Graz.
1957 wechselte er an die Bühnen der Stadt Köln. Rollen hier waren Muley Hassan in Die Verschwörung des Fiesco zu Genua, Bärli in Musils Vinzenz und die Freundin bedeutender Männer sowie Cosme in Calderóns Dame Kobold.
Von 1959 bis 1962 war Friedrich am Nationaltheater Mannheim tätig, wo er Selicour in Friedrich Schillers Der Parasit darstellte. Von 1962 bis 1966 arbeitete er am Staatstheater Darmstadt. Hier übernahm er unter anderem 1964 die Titelrolle in Woyzeck.
Von 1966 bis 1972 war er bei den Städtischen Bühnen Frankfurt am Main engagiert. Hier spielte er an der Seite von Joseph Offenbach in Der Geizige und Der Raub der Sabinerinnen.
In der Spielzeit 1972/73 war Friedrich am Schauspielhaus Bochum tätig. Dort verkörperte er 1972 Ficsur in Liliom, Reich in Kasimir und Karoline, Oskar Schuster in der Uraufführung von Kroetz’ Dolomitenstadt Lienz und Reich in der Uraufführung von Dorsts Eiszeit.
Von 1973 bis 1984 war er an den Bühnen der Stadt Bonn tätig. 1975 übernahm er mehrere Rollen am Deutschen Schauspielhaus in Hamburg, darunter Oronte in Der Menschenfeind und Malvolio in Was ihr wollt. In Bonn verkörperte er Holzapfel in Viel Lärm um nichts, Melchior in Einen Jux will er sich machen und Habakuk in Der Bauer als Millionär.
1964 und 1978 gastierte er bei den Ruhrfestspielen in Recklinghausen, ferner bei den Luisenburg-Festspielen in Wunsiedel (1962–86), am Rheinischen Landestheater in Neuss (1980–83), an den Städtischen Bühnen Münster (1981), am Theater Ulm (1988/89) und am Bayerischen Staatsschauspiel in München (1990/91).
Ab 1973 führte er auch selbst Regie. Daneben wirkte Friedrich in zahlreichen Fernsehproduktionen, einigen Spielfilmen und mehreren Hörspielen mit, wie 1959 in einem der berühmten Paul-Temple-Hörspiele von Francis Durbridge, nämlich in Paul Temple und der Fall Spencer.

## Filmografie
| - 1956: Liebe, Sommer und Musik - 1960: Die Dame in der schwarzen Robe - 1967: Der Gürtel - 1967: Das Attentat – Der Tod des Engelbert Dollfuß - 1968: Bel Ami - 1969: Rotmord - 1969: Christoph Kolumbus oder Die Entdeckung Amerikas - 1969: D’Artagnan (Mehrteiler) - 1970: Vor Sonnenuntergang - 1972: Die Erbschaft - 1975: Die halbe Eva - 1975: Dr. Muffels Telebrause (Fernsehserie) - 1976: Hände gut alles gut - 1978: Der Führerschein - 1979: Tatort – Ein Schuß zuviel (Fernsehreihe) - 1981: Der Mond ist nur a nackerte Kugel - 1981: Tatort – Nebengeschäfte - 1982: Der geheimnisvolle Fremde (The Mysterious Stranger) - 1983: Die Krimistunde (Fernsehserie, Folge 7, Episode: „Die Dame und der Jüngling“) - 1983: Milo Barus, der stärkste Mann der Welt - 1984: Der Fahnder (Krimiserie) Staffel 1 Folge 10 - 1985: Alte Sünden rosten nicht - 1985: Lieber Karl - 1986: Zerbrochene Brücken - 1988: Fifty-Fifty - 1988: Der Millionenbauer (Fernsehserie, eine Folge) - 1989: Liebe, Tod und Eisenbahn - 1990: Wohin die Liebe fällt - 1990: Abrahams Gold - 1991: Tatort – Die chinesische Methode - 1991: Hausmänner - 1993: Krücke - 1994, 1997: Anwalt Abel (Fernsehserie, zwei Folgen) - 1995: Hotel Mama - 1995: Tod einer Geisel - 1995: Tödliche Hochzeit - 1994: Kommissar Rex (Folge Jagd Nach Einer Toten (Staffel 3 Folge 08)) - 1996: Ein fast perfekter Seitensprung - 1996: Tatort: Schattenwelt - 1997: Eine Herzensangelegenheit - 1997: Sterben ist gesünder - 1997: Café Meineid (Fernsehserie, eine Folge) - 1997: Frauenarzt Dr. Markus Merthin (Fernsehserie, eine Folge) - 1998: Polizeiruf 110 – Tod und Teufel - 2001: Sophie – Sissis kleine Schwester - 2004: Engelchen flieg - 2008: Zwei Zivis zum Knutschen - 2013: Kommissarin Lucas – Bittere Pillen (Krimiserie) - 2013: Paradies 505. Ein Niederbayernkrimi - 2016: Der geilste Tag - 2016: Schutzpatron. Ein Kluftingerkrimi - 2018: Alt, aber Polt |